# A Day with the Homies
A Day with the Homies je EP amerického hudebníka Noaha Lennoxe, který vystupuje pod pseudonymem Panda Bear. Vydáno bylo 12. ledna roku 2018 společností Domino Records, a to pouze na gramofonové desce. Dne 17. listopadu 2017 zveřejnil hudebník na Twitteru text písně „Flight“. Vydání alba bylo oznámeno nedlouho poté.

## Seznam skladeb
1. Flight
2. Part of the Math
3. Shepard Tone
4. Nod to the Folks
5. Sunset